# 1024年
| 千纪： | 2千纪 |
| 世纪： | 10世纪 \| 11世纪 \| 12世纪                                                                                 |
| 年代： | 990年代 \| 1000年代 \| 1010年代 \| 1020年代 \| 1030年代 \| 1040年代 \| 1050年代                            |
| 年份： | 1019年 \| 1020年 \| 1021年 \| 1022年 \| 1023年 \| 1024年 \| 1025年 \| 1026年 \| 1027年 \| 1028年 \| 1029年 |
| 纪年： | 甲子年（鼠年）；契丹太平四年；北宋天圣二年；大理明通二年；越南順天十五年；日本治安四年，萬壽元年           |

## 大事记
- 9月8日——罗马帝国皇帝亨利二世无嗣而终后，施派尔伯爵亨利的儿子康拉德二世当选为国王，創建薩利安王朝。

## 出生
- 伊賈斯拉夫一世·雅羅斯拉維奇 Изясла́в I Яросла́вич（1024年－1078年，54岁）基輔大公

## 逝世
- 亨利二世（972年－1024年，52岁），薩克森王朝的最後一位德意志國王和神聖羅馬帝國皇帝。